# Lolka és Bolka
A Lolka és Bolka (eredeti cím: Bolek i Lolek) lengyel televíziós rajzfilmsorozat, amelyet először 1963 és 1986 között adtak le. Władysław Nehrebecki saját fiairól, Janról és Romanról mintázta őket. A sorozat a két testvérről és kalandjairól szól, melyek legnagyobb részt a szabadban játszódnak. Lengyelországban a TVP-n sugározták.
A két szereplő neve a lengyel Bolesław és Karol nevek becenevéből ered. Angol nyelven a sorozatot Jym & Jam illetve Bennie and Lennie címen sugározták. A magyar cím valószínűleg fordítási hibából ered, ugyanis a Lolka és Bolka a szereplők neveinek (Bolek és Lolek) nem alanyesete, hanem birtokos esete.
Néhány epizód a Nickelodeon gyerekcsatorna Pinwheel című műsorán belül volt látható. 1973-ban a készítők eleget tettek a női nézők kérésének, és létrehozták Tola karakterét. Első megjelenése a Tola érkezése című epizódban volt, összesen harminc részben szerepelt.
A 150 epizód legtöbbje párbeszéd nélküli. Kivételek a filmek, illetve a sorozat 1980 utáni részei.
A Lengyel Népköztársaság idején Lolka és Bolka figuráját számos formában gyártották. Akciófigurák, játékok, filmek, képeslapok stb, melyek napjainkban a Dobranocek múzeumban láthatóak. Készültek még számítógépes játékok, kifestő könyvek, képes könyvek is.
A lengyel rajzfilmek között a Lolka és Bolka minden idők legsikeresebbjének számít. A sorozat számos országban népszerű volt, és azon rajzfilmek egyike, melyeket Irán is engedett műsorra tűzni az 1979-es forradalom után. A sorozat a szocialista nevelés eszközeként készült, mint a Kisvakond is, és a készítők munkáját mindig cenzorok figyelték.

## Filmográfia

### Rajzfilmsorozatok
| Rajzfilmsorozat |
| --- |
| - Lolka és Bolka (1963 – 1964) - 01. Íjászok (Kusza – The Crossbow) - 02. A Jeti (Yeti – The Yeti) - 03. A bátor cowboyok (Dzielni Kowboje – The Brave Cowboys) - 04. Bajvívás (Skrzyżowane Szpady – Crossed Swords) - 05. Az állatszelídítő (Pogromca Zwierząt – The Animal Tamer) - 06. A bikaviadal (Corrida – The Bull Fight) - 07. Indián trófea (Indiańskie Trofeum – The Indian Trophy) - 08. Űrhajósok (Kosmonauci – The Cosmonauts) - 09. Az erdőben (Król Puszczy – King of the Forest) - 10. Robinson (Robinson) - 11. Kincskeresők (Poławiacze Skarbów – The Treasure Seekers) - 12. Sportolók (Sportowcy – The Athletes) - 13. Két lovag (Dwaj Rycerze – The Two Knights) - Lolka és Bolka nyaral (1965 – 1966) - - 01. Vidámpark (Lunapark - The Funfair) - 02. Gombaszedés (Grzybobranie – Mushroom Picking) - 03. A puska és a horgászbot (Strzelba i Wędka – The Gun and the Fishing Rod) - 04. Hamis nagypapa (Fałszywy Dziadek – False Grandfather) - 05. Lovagjáték (Zabawa w Rycerza – Polish polands Playing Knight) - 06. A piknik (Na Biwaku – Camping) - 07. A vakáció első napja (Pierwszy Dzień Wakacji – First Day of the Summer Vacation) - 08. Az orvvadász (Kłusownik – The Poacher) - 09. A zsiráf (Żyrafa – The Giraffe) - 10. Sivatagi kaland (Przygoda w Pustyni – Adventure in the Desert) - 11. Kincs (Skarb – Treasure) - 12. A stopposok (Autostopowicze – The Hitch-Hikers) - 13. Tengerparti nyaralás (Morska Przygoda – The Sea Adventure) - Lolka és Bolka a világ körül (1968 – 1970) - - 01. Ausztrália sztyeppéi (W Stepach Australii – The Tarsus of Australia) - 02. A bengáli tigris nyomában (Na Tropach Bengalskiego Tygrysa – On the Trail of the Bengal Tiger) - 03. Polinézia szigetein (Na Wyspach Polinezji – On the Islands of Polynesia) - 04. Az inkák aranyvárosa (Złote Miasto Inków – The Golden City of the Incas) - 05. Az északi-sarki verseny (Wyścig Do Bieguna – The Race to the Pole) - 06. Kanada erdői (W Puszczach Kanady – In the Forests of Canada) - 07. Gorillavadászat (Polowanie Na Goryla – Hunting the Gorilla) - 08. A Kilimandzsáró lejtőin (Na Stokach Kilimandżaro – On the Slopes of the Kilimanjaro) - 09. A mexikói olimpián (Olimpiada w Mexico – The Olympic Games in Mexico) - 10. Az 1001 éjszaka földjén (W Krainie 1001 Nocy – In the Land of the 1001 Nights) - 11. A Góbi sivatagban (W Piaskach Gobi – In the Sands of the Gobi) - 12. Az argentin nagydíj (Gran Premio Argentyny – The Grand Prize of Argentina) - 13. A vadnyugaton (Na Dzikim Zachodzie – In the Wild West) - 14. A fáraó sírja (Grobowiec Faraona – The Tomb of the Pharaoh) - 15. Bölényvadászok (Łowcy Bizonów – The Buffalo Hunters) - 16. Az Orinoco folyón (Nad Orinoko – On the Orinoco) - 17. A jeti nyomában (Na Tropach Yeti – On the Yeti's Trail - 18. A csempész (Przemytnik – The Smuggler) - Lolka és Bolka meséi (1970 – 1971) - - 01. Az arany hal (Złota Rybka – The Golden Fish) - 02. Piroska (Czerwony Kapturek – The Little Red Riding Hood) - 03. A varázstükör (Czarodziejskie Lustro) - 04. Hüvelyk Matyi (Tomcio Paluch – Tom Thumb) - 05. Hamupipőke (Pantofelek Kopciuszka – Cinderella's Slipper) - 06. Repülő varázsbőrönd (Latający Kufer – The Flying Trunk) - 07. A rút kiskacsa (Brzydkie Kaczątko – The Ugly Duckling) - 08. Aladdin gázlámpája (Lampa Aladyna – Aladdin's Lamp) - 09. A bebörtönzött hercegnő (Uwięziona Królewna – The Imprisoned Princess) - 10. A sárkány (Smok – The Dragon) - 11. Milyen boszorkány? (Baba Jaga – The Witch) - 12. A hókirálynő (Królowa Śniegu – The Snow Queen) - 13. Az elvarázsolt kastély (Zaklęty Zamek v The Enchanted Castle) - Lolka és Bolka kalandjai (1972 – 1980) - - 01. Fogfájás (Chory Ząb) - 02. Esős ünnepnap (Deszczowe Wakacje) - 03. A kutyakölyök (Psiaczek – The Puppy) - 04. Tola megérkezik (Tola) - 05. Tábor (Biwak – Camp) - 06. Utazás a hegyekbe (Wycieczka w Góry – A Trip to the Mountains) - 07. Tóparti kaland (Nad Jeziorem – On the Lake) - 08. A holló (Kruk – The Raven) - 09. A vadonban (W Puszczy – In the Wilderness) - 10. Az autós kaland (Wycieczka Samochodem – A Trip By Car) - 11. Augusztusi utazás (Sierpniowa Wędrówka – An August Journey) - 12. Téli játékok (Zimowe Igraszki – Winter Fun) - 13. Kaland az űrben (Zdobywcy Przestworzy – The Conquerors of Space) - 14. A kis majom (Małpka – The Monkey) - 15. Téli sportágak (Zimowe Zawody – Winter Games) - 16. Reggeli a szabadban (Śniadanie Na Biwaku – Camping Breakfast) - 17. Tola névnapja (Imieniny Toli – Tola's Birthday) - 18. Tűz (Pali Się – Fire) - 19. Tola titka (Tajemnica Toli – Tola's Secret) - 20. A természetben (Zielone Ścieżki – Green Paths) - 21. A papagáj (Kanarek – The Canary) - 22. Víz alatti kaland (Podwodna Wycieczka – An Underwater Tour) - 23. Keresztül az országon (Bieg Na Przełaj – The Race Across the Country) - 24. Vidéki vakáció (Wakacje Na Wsi – Vacation in the Countryside) - 25. Kutyaidomárok (Tresowany Piesek – The Trained Dog) - 26. Kalandok kétkeréken (Przygoda Na Dwóch Kółkach – Adventure on Two Wheels) - 27. Kaland vitorlással (Na Żaglówce – On the Sailing Boat) - 28. Tola eltéved (Zgubiony Ślad - The Lost Footprint) - 29. A csikó (Źrebak – The Colt) - 30. A nagy meccs (Wielki Mecz – The Great Match) - 31. A sérült gólya (Bocian – The Stork) - 32. Hódbarát (Przyjaciele Bobrów – Beavers' Friends) - 33. Kajak kaland (Wycieczka Kajakiem – The Canoe Trip) - 34. A titkos térkép (Tajemniczy Plan – Mysterious Plan) - 35. Fotósok (Fotoreporter – Photoreporter) - 36. Papírsárkány verseny (Zawody Latawców – The Kite Race) - 37. Bolka, az iskolakerülő (Wagary – Playing Hooky) - 38. Az őzgida (Sarenka – The Deer) - 39. Cserkészcsapat (Harcerska Warta – A Scout's Watch) - 40. A zenészek (Muzykanci – The Musicians) - 41. Tengerparti nyaralás (Wakacje Nad Morzem – The Seaside Vacation) - 42. A kertészek (Mali Ogrodnicy – The Little Gardeners) - 43. A csalóka ösvény (Zmylony Trop – The Misleading Track) - 44. A cowboy és az indiánok (Kowboj i Indianie – Cowboy and Indians) - 45. A bújócska (Zabawa w Chowanego – Hide and Seek) - 46. Mivel menjünk nyaralni? (Wakacyjne Szlaki – The Holiday Trails) - 47. Az utazó cirkusz (Wędrowny Cyrk – The Traveling Circus) - 48. Tavaszi nagytakarítás (Wiosenne Porządki – Spring Cleaning) - 49. A postagalamb (Pocztowy Gołąb – The Homing Pigeon) - 50. A siklóernyő (Lotnia – The Hang-Glider) - 51. Kaland a tengeren (Morska Wyprawa – The Sea Expedition) - 52. Bolondok napja (Prima Aprilis – April Fool's Day) - 53. A tavaszi vihar (Wiosenna Burza – The Spring Storm) - 54. A bika (Byczek – The Bull) - 55. A karaván (Cygański Wóz – The Gypsie Wagon) - 56. Anya névnapja (Imieniny Mamy – Mom's Namesday) - 57. A kalóz zászló (Czarna Bandera – The Black Flag) - 58. A légpárnás hajó (Poduszkowiec – The Hovercraft) - 59. Kirándulás a robottal (Wycieczka z Robotem – Trip with a Robot) - 60. Lolka alvásvallók (Lolek Lunatyk – Lolek the Sleepwalker) - 61. Repülő kaland (Lotnicza Przygoda – A Flying Adventure) - 62. Hol van a kutya? (Zaginął Piesek – The Lost Dog) - 63. Keresztelés az egyenlítőn (Chrzest Na Równiku – Baptism on the Equator) - Lolka és Bolka a Vadnyugaton (1972) - - 01. A törvény őrei (Obrońcy Prawa – Defenders of the Law) - 02. A texasi rém (Postrach Teksasu – The Texas Terror) - 03. Az üldözés (Pościg – In Hot Pursuit) - 04. Az eltérített vonat (Porwany Ekspress – The Hijacked Express Train) - 05. A lótolvaj (Koniokrad – The Horse Thief) - 06. Az indián totem (Indiański Bożek – The Indian Idol) - 07. Nyomolvasók (Tropiciele – The Trackers) - Lolka és Bolka játékai (Zabawy Bolka i Lolka – Fun with Bolek and Lolek) (1975-1976) - - 01. A gokartverseny (Gokarty – Go-Carts) - 02. Óriási felfedezés (Niezwykłe Odkrycie – The Incredible Discovery) - 03. Menetelő katonák (Maszeruje Wojsko – The Army Marches On) - 04. Csináljunk filmet! (Mali Filmowcy – The Little Filmmakers) - 05. Bébicsőszök (Niefortunne Niańki – The Unfortunate Babysitters) - 06. Az állatgondozók (Opiekunowie Zwierząt – The Animal Caregivers) - 07. A nő feketében (Czarna Dama – The Black Lady) - Lolka és Bolka nagy utazása (Wielka podróż Bolka i Lolka) (1978) - - 01. Fileas Fog végrendelete (Testament Fileasa Foga – The Last Will of Fileas Fog) - 02. Londonban (W Londynie – In London) - 03. A peches hajó (Pechowy Statek – The Jinxed Ship) - 04. A 40 rabló faluja (Wioska 40 Rozbójników – The Village of Forty Bandits) - 05. A majomkirály (Małpi Król – The Monkey King) - 06. Mbu-Bu, a törzsfőnök fia (Syn Wodza Mbu-Bu – The Son of the Chief Mbu-Bu) - 07. Utazás elefántháton (Podróż Na Słoniu – Journey on an Elephant) - 08. A titokzatos szentély (Tajemnicza Świątynia – The Mysterious Temple) - 09. Buddha szolgálatában (W Służbie Buddy – In the Service of the Buddha) - 10. A halálmadár (Ptak Śmierci – The Bird of Death) - 11. Az óceán mélyén (W Głębinach Oceanu – In the Depths of the Ocean) - 12. Az édeni sziget (Rajska Wyspa – Paradise Island) - 13. A vadnyugaton (Dziki Zachód – Wild West Kids) - 14. A visszatérés (Powrót – The Return) - 15. Lolka és Bolka szigete (Wyspa Bolka i Lolka – The Bolek and Lolek Island) - Lolka és Bolka a bányászok között (Bolek i Lolek wśród górników – Bolek and Lolek Among Miners) (1980) - - 01. A nagybácsi levele (Wuj Karlik – Uncle Carl) - 02. A zöld domb (Zielona Hałda – The Green Heap) - 03. A kincstárnok (Skarbnik – The Treasurer) - 04. Szent Borbála napja (Barbórka – The Baborka Celebration) - 05. A bányászavató (Pasowanie Na Górnika – Fit For Mining) - 06. Kaland az öreg bányában (W Starej Kopalni – In the Old Mine) - 07. Fekete arany (Czarne Złoto – Black Gold) - Lolka és Bolka olimpiája (Olimpiada Bolka i Lolka) (1983–1984) - - 01. Akadályverseny (Tor Przeszkód – The Obstacle Course) - 02. Úszás (Żółty Czepek – The Yellow Bonnet) - 03. Íjászat (Zawody Łucznicze – Archery Games) - 04. Cselgáncs (Judo – Judo) - 05. Futball (Gol – Goal!) - 06. Vitorlázás (Żeglarstwo – Sailing) - 07. Távolugrás (Skok w Dal – The Long Jump) - 08. Műlesiklás (Slalom – The Slalom) - 09. Vívás (Pojedynek – The Duel) - 10. Kerékpárverseny (Kolarstwo – Cycling) - 11. Röplabdázás (Siatkówka – Volleyball) - 12. Olimpiában (Igrzyska – The Olympic Games) - 13. Az olimpiai láng (Nim Zapłonie Znicz – Before the Torch Is Lit) - Lolka és Bolka Európában (Bolek i Lolek w Europie) (1983–1986) - 01. Az Úr Macintosh kastélyának szelleme (Duch Zamku Lorda MacIntosha – The Ghost of the Lord MacIntosh's Castle) - 02. Poseidon királysága (W Królestwie Posejdona – In Poseidon's Kingdom) - 03. Spanyolország (W Hiszpanii – In Spain) - 04. A rénszarvas verseny (Wyścig Renów – The Reindeer Race) - 05. Kráter alatt (Pod Kraterem – Under the Crater) |

### Rajzfilmek
- Lolka és Bolka a Föld körül (1977) (Wielka podróż Bolka i Lolka)
- A Mosoly-rend lovagja (Lolka és Bolka a Föld körül folytatása) (1979) (Kawaler Orderu Uśmiechu)
- Lolka és Bolka vakációja (1986) (Sposób na wakacje Bolka i Lolka)
- Lolka és Bolka a Vadnyugaton (1986) (Bolek i Lolek na Dzikim Zachodzie)
- Lolka és Bolka meséi (1987) (Bajki Bolka i Lolka)
- Lolka és Bolka az űrben (2019) (Bolek i Lolek w kosmosie)